# Roland Topor
Roland Topor, född 7 januari 1938 i Paris, död där 16 april 1997, var en fransk illustratör, målare, författare och skådespelare. Bland många olika genrer och kreativa yrken ägnade han sig åt erotisk konst.

## Filmografi
- 1979 – Nosferatu – nattens vampyr
- 1979 – Ratataplan